# Fiat CR.30
El Fiat CR.30 fue un avión de caza biplano monoplaza, construido por firma italiana Fiat. Diseñado por el ingeniero Celestino Rosatelli, estaba destinado a reemplazar al anterior Fiat CR.20 en los Stormi de la Regia Aeronautica; sin embargo, debido a su desempeño no lo suficientemente satisfactorio, Rosatelli desarrolló una nueva variante que se convertiría en uno de los biplanos de caza más populares de principios de los años treinta, el Fiat CR.32.

## Diseño y desarrollo
En 1930, debido a las presiones del entonces ministro de Aviación y Mariscal de la Regia Aeronautica Italo Balbo, se diseñó el Fiat CR.30, un "super caza" equipado con el nuevo y potente motor V12  Fiat A.30 R.A y tecnológicamente superior a cazas anteriores, representados por el Fiat CR.20.
La oficina técnica de Fiat Aviazione, dirigida por el ingeniero Celestino Rosatelli, que supervisó directamente el proyecto, comenzó a desarrollar el nuevo modelo, designado por la empresa como CR.30, y que retomó el diseño clásico de la época, monomotor, monoplaza y biplano. Presentado el anteproyecto a la comisión del Ministero per l'Aeronautica, el 7 de febrero de 1931 se emitió una orden de suministro de tres prototipos para ser enviados a pruebas de evaluación.
El primer y segundo prototipos volaron respectivamente el 5 de marzo (pilotado por el famoso Francesco Brach Papa) y el 13 de mayo de 1932 (algunas fuentes indican 1931 como el año del primer vuelo), mientras que el tercero voló el 20 de mayo del mismo año. Entre 1932 y 1933, estos ejemplares participaron en numerosos concursos y eventos internacionales, obteniendo excelentes resultados. Los prototipos primero y tercero participaron en el Meeting Aéronautique International celebrado en Zúrich, entre los días 22 y 31 de julio de 1932. El avión pilotado por el entonces mayor Guglielmo Cassinelli en el concurso de velocidad logró un registro de 343 km/h en un circuito de 195 km (por delante de un Lockheed Orion, que alcanzó los 310 km/h) y ganando la prestigiosa Copa Dal Molin para aviones de caza.
El CR.30 era un biplano sesquiplano con soportes interplanares con forma de W y tren de aterrizaje fijo carenado con rueda de cola auto orientable. La estructura del fuselaje estaba construida de tubo de acero, y recubierta de lámina de duraluminio en el morro y tela de algodón barnizada el resto. Estaba propulsado por un motor Fiat A.30 RA V12 de 60° refrigerado por líquido, con una potencia de 596 kW (800 hp) a 2900 rpm en el despegue y 447 kW (600 hp) a 2000 rpm en vuelo. El Fiat CR.30 alcanzaba una velocidad máxima de 351 km/h. La hélice era de fabricación Fiat, metálica y bipala, de paso variable en tierra, con un diámetro de 2,82 m. El motor se alimentaba de un depósito principal de combustible desmontable de 345 l y uno opcional de 57 l, además de un depósito de arranque de 28 l, de aceite de 37 l, de agua de 3,85 l y un cilindro de tetracloruro de carbono (extintor) de 6,52 kg.
El Fiat CR.30 estaba armado con dos ametralladoras sincronizadas con el giro de la hélice Vickers Mk.2 de calibre 7,7 mm, con 500 rondas cada una. Para misiones de ataque terrestre podría llevar 12 bombas antipersonal de 2 kg.
Podía ser equipado con un radio transmisor Marconi RA.80-I y un receptor IMCAARC (ambos destinados al mercado exterior, ya que no aparecían en los aviones italianos), y también era posible instalar una cámara planimétrica vertical AP.10 o AGR.61 y la foto ametralladora OMI FM.62. Las impresionantes prestaciones llevaron a que la Regia Aeronautica ordenara un total de 180 aviones; aunque, como el CR.30 era una solución transitoria a la espera de la entrada en servicio del CR.32, no se realizaron otros pedidos. El CR.30, cuya producción se inició en 1933, contribuyó a la reputación de las fuerzas aéreas italianas, consideradas como una de las más poderosas de la década de 1930. Esta imagen se vio reforzada por la gira europea de un escuadrón de doce de estos cazas en un raid de 2400 km con salida en Campoformido, Udine, con etapas en Stuttgart-Bruselas-París-Tours-Lyon-Turín-Campoformido.
Se realizaron conversiones, para realizar tareas de escuela, de dos de los prototipos a biplazas con doble mando y, consecuentemente, gran número fueron convertidos a CR.30B (biposto), para ser usados como entrenadores avanzados de refresco y aviones de enlace. Jugaron un importante papel, ya que incluso cuando estalló la guerra, los talleres de la firma perteneciente al grupo industrial Fiat, Costruzioni Aeronautiche Novaresi SA (CANSA) recibieron un pedido de veinte CR.30B de nueva construcción para reponer las bajas.
Dos aviones fueron convertidos en cazas navales, configurándolos como hidroaviones de dos flotadores con la designación CR.30 Idro siendo operados en la Scuola d´Alta Velocitá en Desenzano del Garda . El modelo también fue operado por otras fuerzas aéreas europeas, siendo la Real Fuerza Aérea Húngara el mayor operador extranjero, usando dos CR.30 desde 1936, y otro monoplaza y diez CR.30B a partir de 1938.
La primera orden data del 6 de junio de 1933, relativa a la serie I de 44 unidades, seguidas de series posteriores de 36 y 32 unidades, para un total de 112 aviones; sumando esta cifra a los tres prototipos iniciales, el total asciende a 115 aparatos en la configuración monoplaza, a los que hay que añadir 60 modelos en la versión biplaza (CR.30B). La cifra final de producción se sitúa en un total de 175 ejemplares, incluidos los 11 monoplazas y 10 biplaza destinados a la exportación.

## Historia operacional
El Fiat CR.30 fue destinado a los 1.º y 2.º Stormi, y posteriormente equipó también a los Gruppi 9.º y 10.º del 4.º Stormo. Entre 1939 y 1942, después del cese de la producción durante un tiempo, se construyeron 56 CR.30B de entrenamiento biplaza, que permanecieron en producción y en servicio hasta agosto/septiembre de 1943, cuando desaparecieron de la plantilla.
La Real Fuerza Aérea del Ejército Húngaro fue el principal usuario extranjero del Fiat CR.30; adquirió dos monoplazas en el verano de 1936, más un monoplaza y diez biplaza cedidos por la Regia Aeronautica en 1938. Finalmente, otros dos CR.30 ex austriacos fueron vendidos por los alemanes tras la anexión de Austria al III Reich.
La clandestina rama aérea de la organización paramilitar nacionalista austriaca Heimwehr Flieger Korps , encargó seis unidades (tres CR.30 y tres CR.30B) que más tarde se integraran en la Österreichischen Luftstreitkräfte (Fuerza Aérea Austriaca) y, tras el Anschluss, fueron confiscadas por la Luftwaffe y asignadas al Luftwaffen Kommando Österreich. Más tarde, dos de estos ejemplares fueron vendidos a bajo precio a las Magyar Királyi Honvéd Légierő (Reales Fuerzas Aéreas húngaras).
Dos CR.30B fueron entregados a la Aviación Nacional en 1938, durante la guerra civil española; pero antes, en 1934, dos máquinas fueron utilizadas brevemente por el 3.er Cuerpo Aéreo chino de las Fuerzas aéreas del Gobierno Nacional de la República de China.
La República del Paraguay compró dos aviones en 1937, donde se utilizaron como entrenadores acrobáticos. Un único CR.30 fue vendido a Venezuela a principios de 1938 para su Cuerpo de Aviación Militar durante la visita de una misión aeronáutica italiana a ese país.

## Versiones
CR.30
Versión de producción monoplaza.
CR.30B (biposto)
Conversiones de CR.30 y producción versión biplaza.
CR.30 Idro
Versión hidroavión.

## Operadores
III Reich
- Luftwaffe: 6 aparatos ex austriacos.

 Austria
- Österreichischen Luftstreitkräfte: recibió tres CR.30 y tres CR.30B.[6]

 República de China
- Fuerzas aéreas del Gobierno Nacional de la República de China: dos CR.30.

 España
- Ejército del Aire de España/Aviación Nacional: operó dos CR.30 desde 1938.

 Reino de Hungría (1920-1946)
- Magyar Királyi Honvéd Légierő (Real Fuerza Aérea del Ejército Húngaro)

 Reino de Italia
- Regia Aeronautica

 Paraguay
- Fuerzas Aéreas del Ejército Nacional del Paraguay: operó dos aviones desde 1939 como entrenadores avanzados.

 Venezuela
- Cuerpo de Aviación Militar: un CR.30 desde 1938.

## Especificaciones (CR.30)
Referencia datos: Enciclopedia Ilustrada de la Aviación Vol.7, pág. 1794, Edit. Delta. Barcelona 1982 ISBN 84-85822-65-X

### Características generales
- Tripulación: Uno (piloto)
- Longitud: 7,9 m (25,9 ft)
- Envergadura: 10,5 m (34,4 ft)
- Altura: 2,8 m (9,1 ft)
- Superficie alar: 27,1 m² (291,2 ft²)
- Peso vacío: 1345 kg (2964,4 lb)
- Peso máximo al despegue: 1895 kg (en despegue)
- Planta motriz: 1× lineal V12 a 60° refrigerado por agua Fiat A.30 R.A..
  - Potencia: 447 kW (616 HP; 608 CV)
- Hélices: 1× Fiat metálica bipala por motor.
- Diámetro de la hélice: 2,82 m

### Rendimiento
- Velocidad nunca excedida (Vne): 351 km/h (218 MPH; 190 kt) a 3000 m
- Alcance: 850 km (459 nmi; 528 mi)
- Techo de vuelo: 8350 m (27 395 ft)
- Tiempo a altitud: 4000 m en 6 min, 40 s

### Armamento
- Ametralladoras: 

  - 2x Breda-SAFAT de 7,7 mm

## Aeronaves relacionadas

### Desarrollos relacionados
- Fiat CR.32

### Aeronaves similares
- Arado Ar 68
- Heinkel He 51
- Curtiss P-6 Hawk
- Blériot-SPAD S.510
- Kawasaki Ki-10
- Hawker Fury
- Polikarpov I-15

### Secuencias de designación
- Secuencia C.R._ (Caccia (caza) Rosatelli, interna de Fiat): C.R.1 - C.R.20 - C.R.25 - C.R.30 - C.R.32 - C.R.33 - C.R.40 →
- Secuencia Numérica (Aeronaves del Ejército del Aire español, 1939-1945): ← 33 - 35 - 36 - 37 (I) - 37 (II) - 38 - 39 →